# Zamoście (Trachy)
Zamoście – kolonia  wsi Trachy w Polsce, położona w województwie śląskim, w powiecie gliwickim, w gminie Sośnicowice.
W latach 1975–1998 kolonia administracyjnie należała do województwa katowickiego.

## Nazwa
Nazwa wioski Zamoście jest pochodzenia topograficznego (za mostem). Heinrich Adamy w swoim dziele o nazwach miejscowości na Śląsku wydanym w 1888 roku we Wrocławiu jako najstarszą zanotowaną nazwę wsi podaje Zamoscie notując jej znaczenie "Dorf jenseits der Brucke" czyli "Wieś po drugiej stronie mostu".